# Ocean Isle Beach
Ocean Isle Beach is een plaats (town) in de Amerikaanse staat North Carolina, en valt bestuurlijk gezien onder Brunswick County.

## Demografie
Bij de volkstelling in 2000 werd het aantal inwoners vastgesteld op 426.
In 2006 is het aantal inwoners door het United States Census Bureau geschat op 522, een stijging van 96 (22.5%).

## Geografie
Volgens het United States Census Bureau beslaat de plaats een oppervlakte van
11,3 km², waarvan 8,9 km² land en 2,4 km² water.

## Plaatsen in de nabije omgeving
De onderstaande figuur toont nabijgelegen plaatsen in een straal van 16 km rond Ocean Isle Beach.